# Fascículo prosencefálico medial

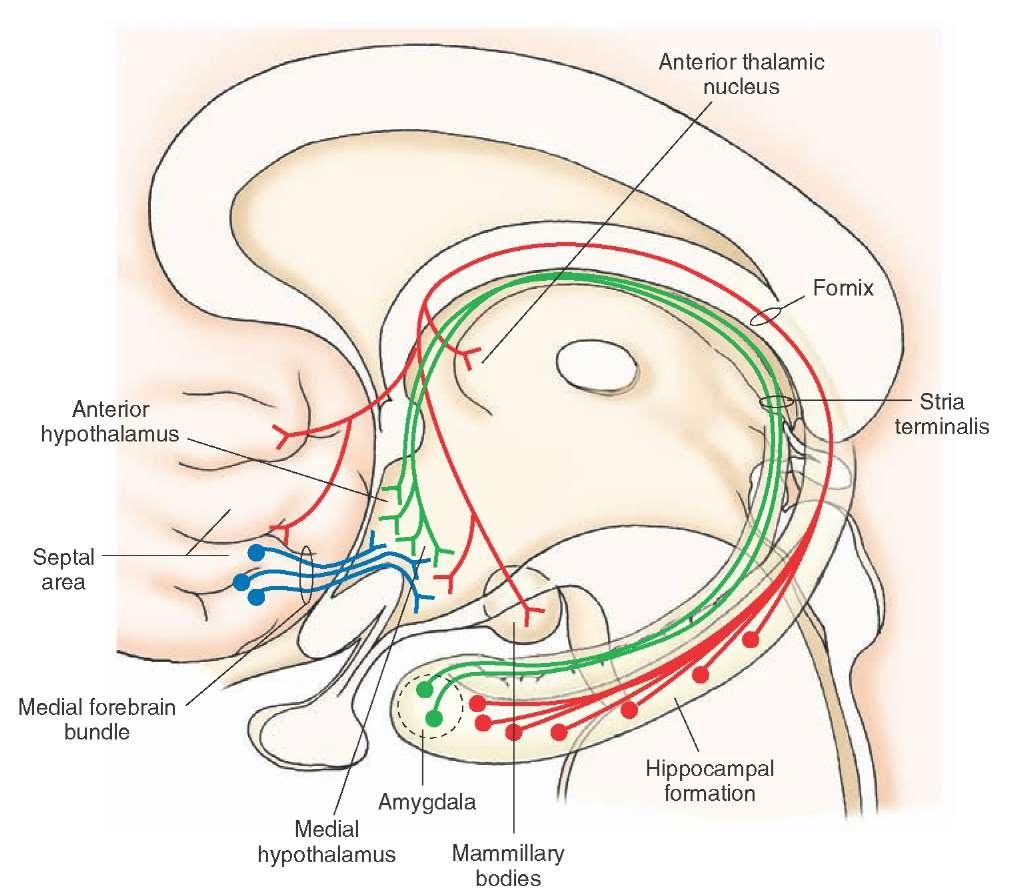
Imagen Recreativa de las Fibras Nerviosas en la Región Lateral del Hipotálamo.

El fascículo prosencefálico medial (fasciculus proscencephalicus medialis), también llamado fascículo telencefálico medial, es un conjunto difuso de fibras nerviosas, tanto ascendentes como descendentes, que atraviesan la región lateral del hipotálamo y lo comunican con estructuras adyacentes del sistema nervioso central, entre ellas el sistema limbico y el tronco del cerebro.

## Anatomía
Esta vía nerviosa comunica la corteza cerebral orbitofrontal y los  núcleos septales con el hipotálamo. Asimismo comunica los núcleos dopaminérgicos mesencefálicos y la formación reticular del tronco del encéfalo con varias estructuras cerebrales.

## Función
Se acepta generalmente que el fascículo prosencefálico medial forma parte del sistema de recompensa del cerebro. La estimulación eléctrica de esta vía provoca sensaciones agradables por estimular los centros cerebrales relacionados con las sensaciones placenteras.